# DDT (band)
DDT (russisk: ДДТ) er et populært russisk rock-band, der blev grundlagt af i 1980 af dets forsanger, og det eneste tilbageværende oprindelige medlem, Jurij Sjevtjuk (Юрий Шевчук), i Ufa, hovedstaden i Basjkortostan, i den vestlige del af Den Russiske Føderation. Opkaldt efter pesticidet DDT, er bandet et af de bedre kendte og mest produktive russiske bands fra slutningen af det 20. og begyndelsen af det 21. århundrede.